# Pyrolyse

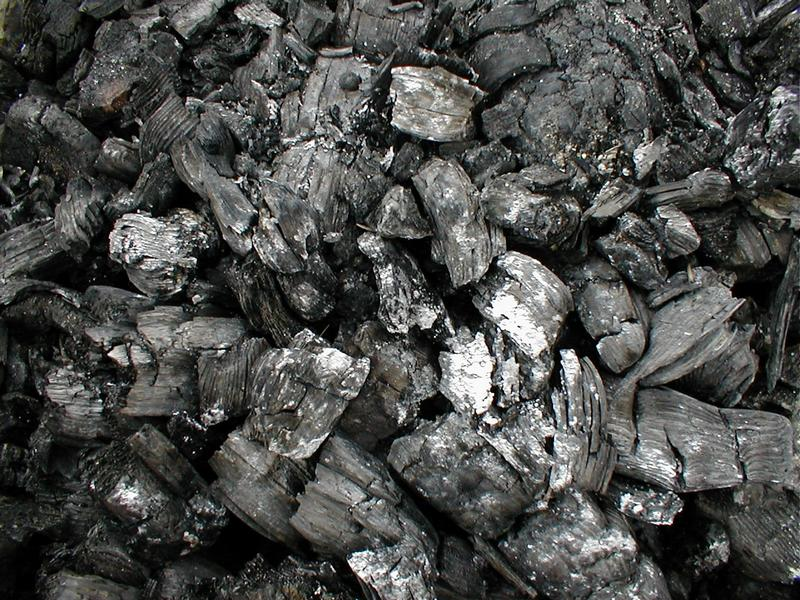
houtskool

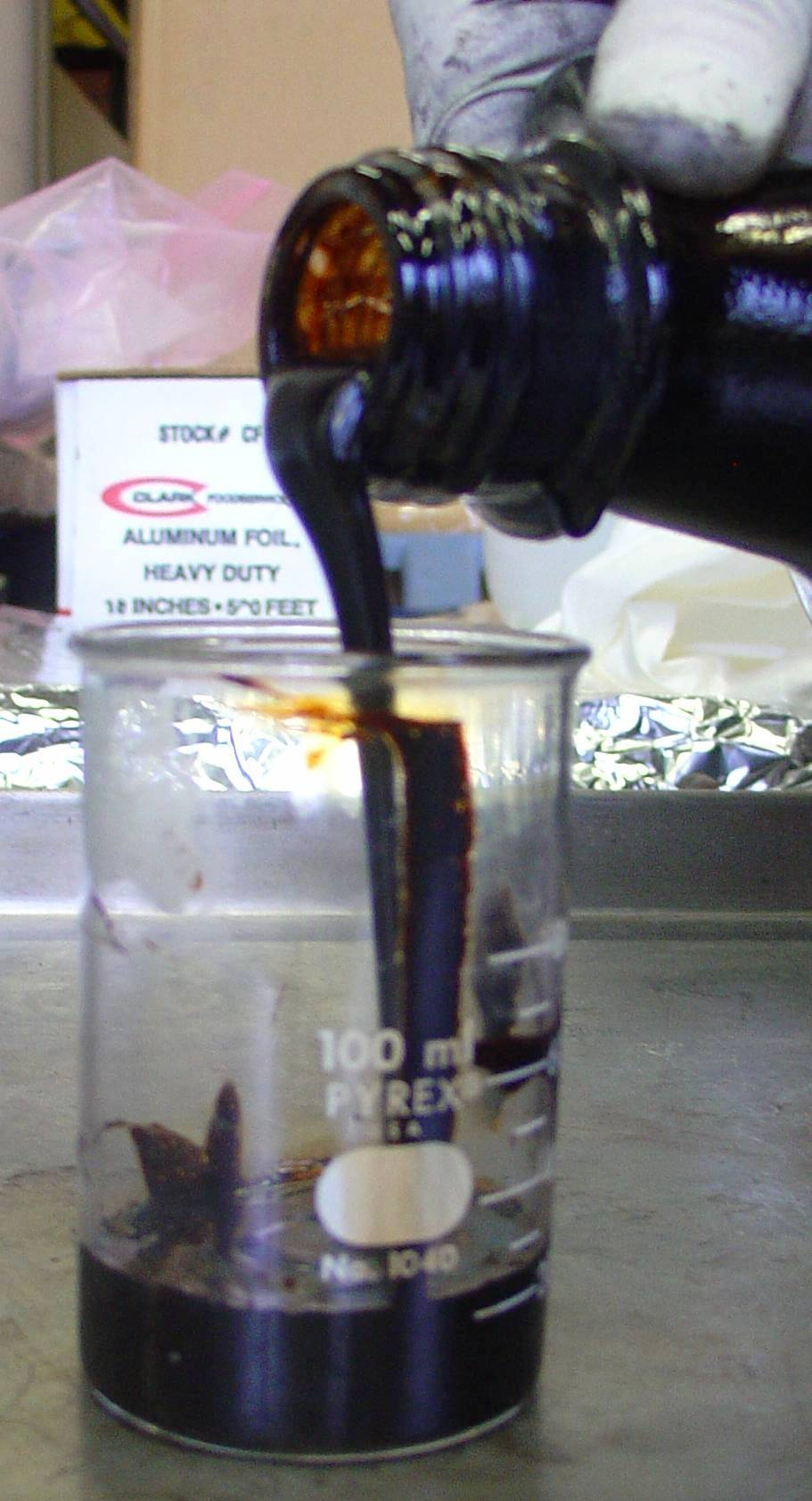
Pyrolyseolie uit graanafval

Pyrolyse, letterlijk  ontleding met vuur (neologisme (1869), ontleend aan Oudgrieks πῦρ (pyr) vuur, en λύσις (lýsis) splitsing), ook kraken of (foutief) droge destillatie genoemd, is een endotherm proces waarbij koolstofhoudend materiaal wordt ontleed door het te verhitten tot hoge temperaturen (200 - 900 °C) zonder dat er zuurstof bij kan komen. 

## Pyrolyse versus verbranding
Bij deze onvolledige ontledingsreactie worden organische moleculen afgebroken tot kleinere organische moleculen. Om het proces gaande te houden moet constant warmte worden toegevoegd, er is sprake van een endotherme chemische reactie. Dit in tegenstelling tot verbranding, de volledige exotherme ontledingsreactie van organisch materiaal tot de anorganische stoffen kooldioxide en water, onder verbruik van zuurstof, waarbij warmte vrijkomt.

## Praktijkvoorbeelden
Voorbeelden van pyrolyse zijn cokesproductie, houtskoolproductie en houtvergassing. Bij deze processen ontstaan koolwaterstoffen, in de vorm van gassen en van teer, als nevenproduct. Ook het kraken van aardolie is een pyrolyseproces.
Een ander praktisch gebruik van pyrolyse is het schoonmaakprogramma van sommige moderne ovens dat bij tot wel 518°C alle aangekoekte resten verwijdert.

## Geschiedenis
Al in de Europese middensteentijd (8300–4000 v. Chr.) kende men teer- en pekwinning (berkenpek) door middel van pyrolyse. In de loop der eeuwen ontstonden verschillende installaties voor het produceren van teer. Afhankelijk van het doel van de pyrolyse (houtskool of teer, of houtskool en teer en andere bijproducten) kunnen wezenlijk twee methoden onderscheiden worden: 
- de allotherme methode, waarbij de brandstof en het reactiehout van elkaar gescheiden zijn, zoals bij de dubbelepanmethode, de tweekameroven en tegenwoordig de retort.
- de autotherme methode, waarbij de brandstof en het reactiehout niet van elkaar gescheiden zijn, zoals bij de meiler, de teerput en de kilnoven (eenkameroven).

Als uitgangsmateriaal voor de teerbereiding is harsrijk grenenhout, van de wortels en stronken van oude dennenbomen, zeer geschikt. In Slavische landen werd vooral berkenhout gebruikt.